# Памятник железнодорожникам — защитникам Ленинграда
Памятник железнодорожникам–защитникам Ленинграда посвящён подвигу работников Ленинградской железной дороги, трудившихся в годы блокады города.
Размещается памятник поблизости от железнодорожной станции Предпортовая в Московском районе, на территории, прежде  принадлежавшей рефрижераторному депо. Ныне станция находится внутри города.
Место размещения было выбрано не случайно – первоначально памятник был поставлен на территории депо в память о погибших сотрудниках, работавших здесь в  годы Великой Отечественной войны и блокады.
Координаты расположения памятника:
N 59° 49' 47.892'' E 30° 17' 36.348''
Памятник установлен в 1975 году, над его созданием работали художник С.М. Змеев и скульпторы И. И. Павлов, Л.В. Аристов.

## Описание памятника
Памятник представляет из себя трёхсекционную бетонную стену, на центральном фрагменте которой металлическими буквами нанесена памятная надпись, а на двух боковых сегментах находятся рельефные изображения  работников железной дороги, выполняющих различные  служебные задачи.
Текст надписи на центральном фрагменте стены  гласит:
«Железнодорожникам, героически защищавшим Ленинград. 1941-1945»
Ниже  надписи помещен бронзовый памятный букет гвоздик.

## О депо на станции Предпортовая
Железнодорожное депо на станции Предпортовая имело большое значение  в годы войны  - отсюда уходила Южная портовая ветвь, которая  шла к Большому порту Ленинграда.
В военные годы в районе насыпей этой станции были обустроены защитные  фортификационные сооружения, служившие одним из рубежей обороны Ленинграда.
Служащие депо, помимо выполнения рабочих обязанностей, принимали активное участие в  обороне железнодорожного участка, прилегающего к территории депо.